# Wat een geluk
Chansons représentant les Pays-Bas au Concours Eurovision de la chanson
'n Beetje
(1959) Wat een dag
(1961)
Wat een geluk (« Quelle chance ») est une chanson écrite par Willy van Hemert, composée par Dick Schallies et interprétée par le chanteur néerlandais Rudi Carrell sortie en 45 tours en 1960.
C'est la chanson ayant été sélectionnée pour représenter les Pays-Bas au Concours Eurovision de la chanson 1960 le 29 mars à Londres.

## À l'Eurovision
La chanson est intégralement interprétée en néerlandais, langue officielle des Pays-Bas, comme le veut la coutume avant 1966. L'orchestre est dirigé par Dolf van der Linden.
Wat een geluk est la dixième chanson interprétée lors de la soirée du concours, suivant Cielo e terra d'Anita Traversi pour la Suisse et précédant Bonne nuit ma chérie de Wyn Hoop pour l'Allemagne.
À l'issue du vote, elle obtient 2 points et se classe 12e sur 13 chansons,.

## Liste des titres
| A1. | Wat een geluk | Willy van Hemert, Dick Schallies |  |
| B1. | Panama-kanaal | Pieter Goemans                   |  |

## Historique de sortie
| Pays         | Date              | Format                   | Label               |
| ------------ | ----------------- | ------------------------ | ------------------- |
| Pays-Bas,    | 1960              | 45 tours                 | Omega               |
| Pays-Bas,    | 1980              | 45 tours                 | Dureco              |
| Monde entier | 30 septembre 2014 | Téléchargement numérique | Entertain Me Europe |